# Tô (mets)

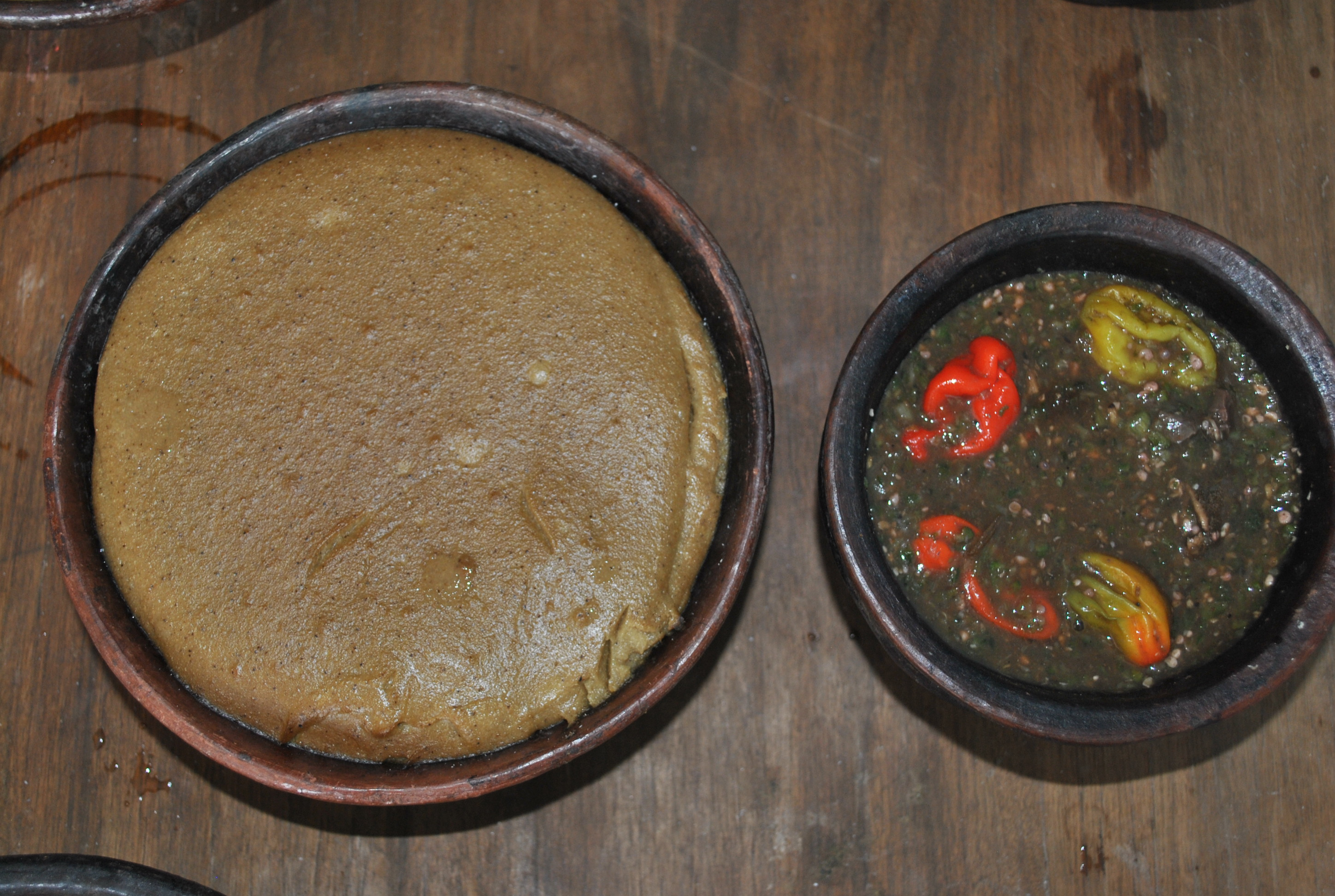
Tô de mil accompagné de sauce gluante (Côte d'Ivoire)

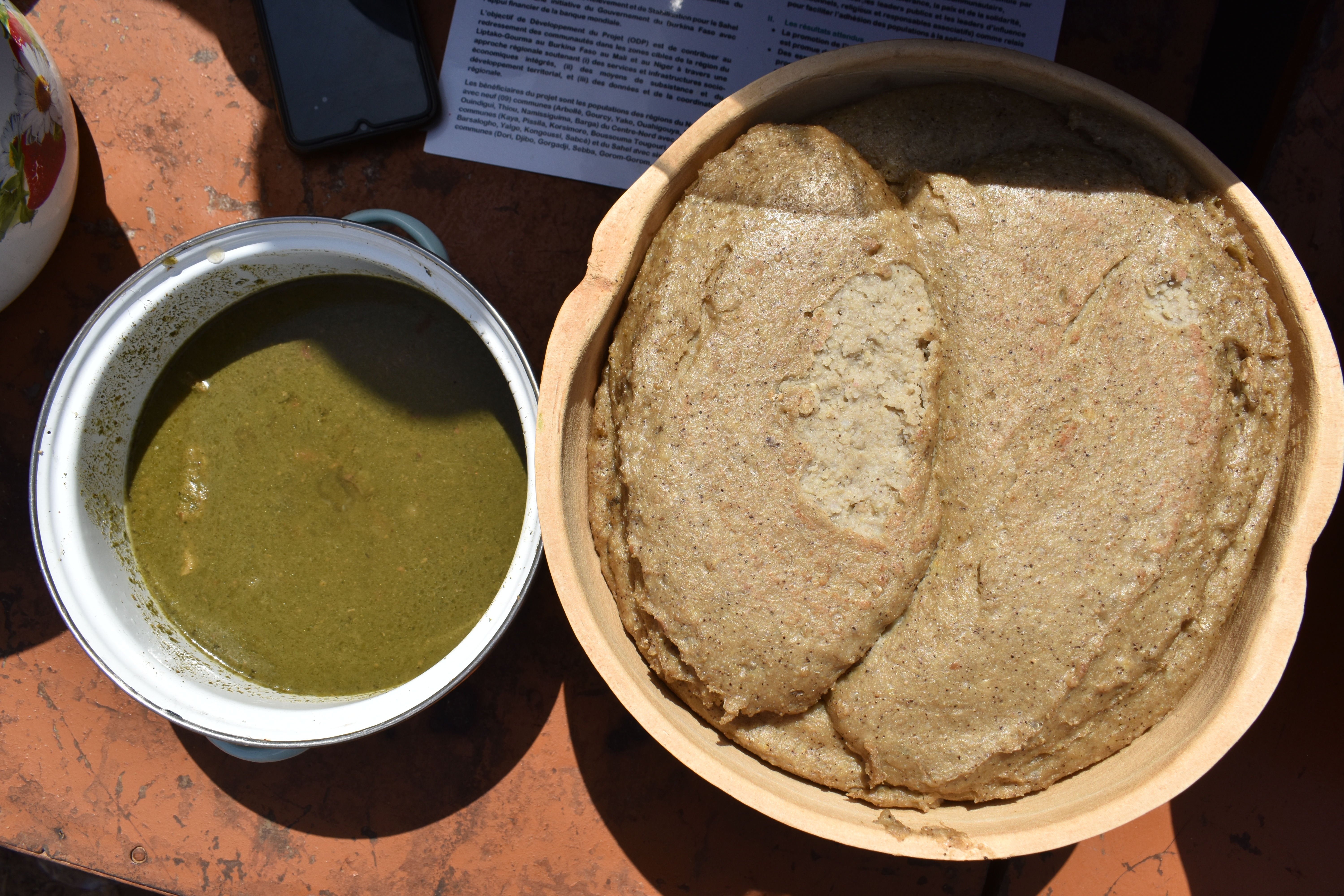
Tô de petit mil accompagné de sauce baobab sec au Burkina Faso

Le tô (ou saghbo en moré) est un plat très apprécié au Burkina Faso et fréquemment consommé. Le tô est considéré comme le plat national des burkinabè,. 

## Description
Il est également très consommé au Mali, en Côte d'Ivoire, au Niger, au Bénin et au Togo. Cette préparation consiste à faire une pâte élaborée à partir de farine de mil, de maïs ou de sorgho, servie avec une sauce à base de légumes, de viande ou de poulet. La cuisson requiert l'utilisation d'une variété d'ingrédients.

## Ingrédients et préparation

### Ingrédients
- Farine de mil ou de maïs ou de sorgho.

- Eau pour diluer.

- Eau pour la cuisson.
- si possible tamarin ou citron

- Sel.

### Préparation
- Mélanger l'eau à la farine pour obtenir une mixture crémeuse

- Faire bouillir de l'eau dans une marmite et ajouter du sel ou du tamarin ou du jus de citron

- Verser progressivement la farine diluée dans l'eau frémissante tout en remuant

- Réduire le feu

- Tourner continuellement pour une cuisson uniforme et épaissir la pâte

- Ajouter de l'eau chaude si nécessaire

- La cuisson est terminée lorsque la pâte se détache des parois

- Former des petites galettes allongées avec une cuillère ou une louche

- Servir chaud avec la sauce[3],[4].

## Articles connexes

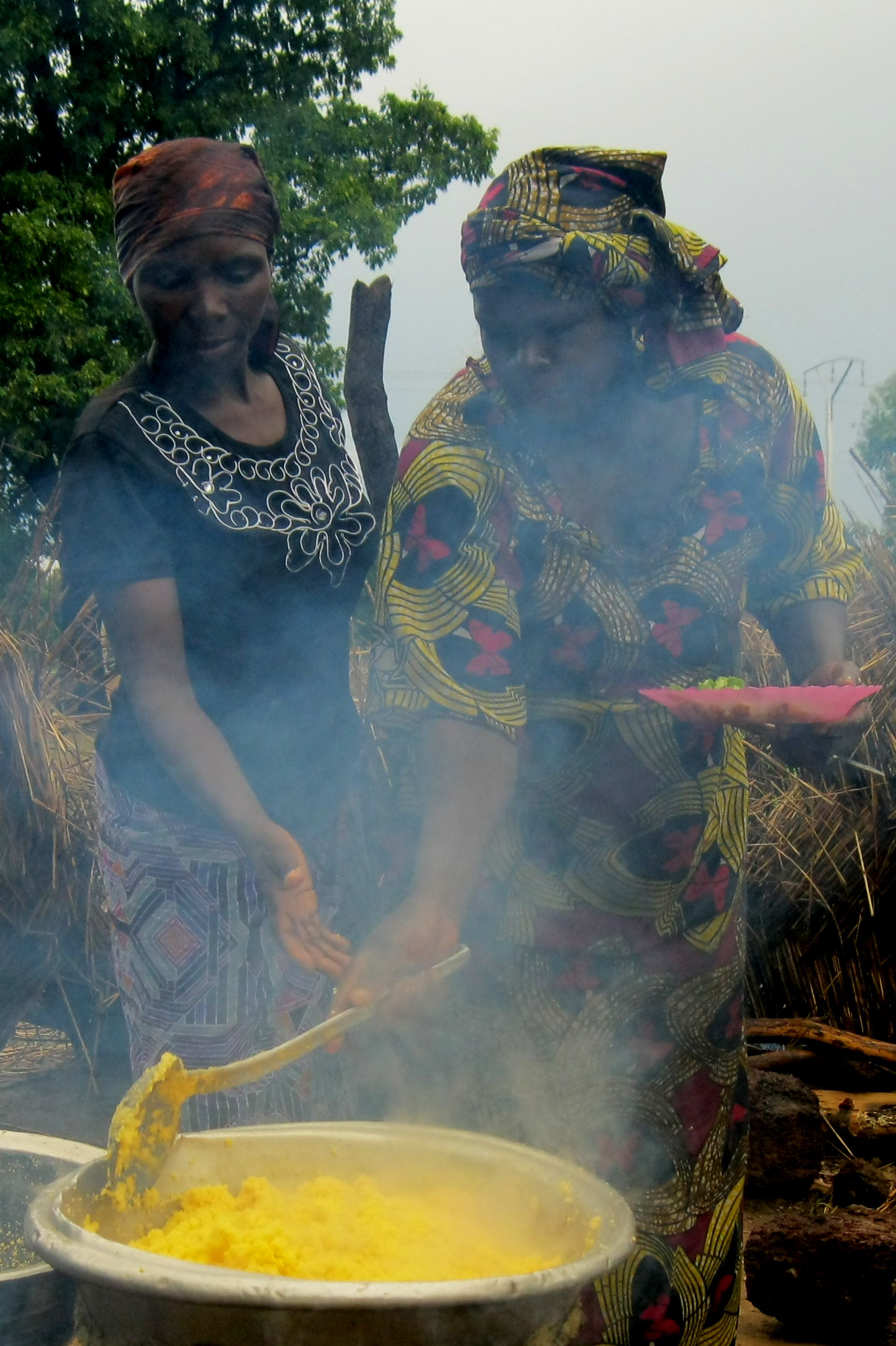
Préparation du tô au Burkina Faso.